# Ваттанасетсири, Пирапат
Пирапат Ваттанасетсири (тайск. พิรพัฒน์ วัฒนเศรษสิริ; также известный как Эрт (тайск. เอิร์ท); род. 23 февраля 1994 года) — тайский актёр, известный по роли Вая в лакорне «Пловцы» (2017) и Со в «Поцелуй меня снова» (2018). Его слава ещё больше возросла благодаря исполнению главной роли военного Пхупхи в широко успешном телесериале «Сказка о тысяче звёзд».

## Личная жизнь и образование
Пирапат родился в Бангкоке, Таиланд. В 2018 году он получил степень бакалавра исполнительских искусств на факультете изящных искусств Университета Сринакхаринвирот. Помимо того, что Пирапат является актёром и певцом, он также занимается рисованием в качестве хобби.
В 2018 году мать Пирапата скончалась. Перед её кончиной он попал в автомобильную аварию, когда ехал навестить ее в больнице. Он не пострадал, но говорит об этом периоде своей жизни как об особенно тяжелом.
Пирапат является владельцем сети салонов тайского массажа «Nikko Thai Massage», расположенных в Бангкоке. Первый филиал открылся в январе 2023 года, второй - в июне 2023 года, а третий - в 2024 году.
В августе 2023 года Пирапат обратился в X (бывший Twitter) с жалобой на рассылку писем, содержащих вредоносный контент, в адрес его компании. Он пригрозил подать в суд, если вредоносная рассылка не прекратится. Позже в том же месяце агентство Пирапата, GMMTV, опубликовало заявление о том, что она встретилась с инспекторами и подала в суд на физическое лицо, чьи действия опорочили Пирапата и нанесли ущерб его имиджу. Согласно заявлению, это лицо согласилось прекратить такое поведение. Компания также заявила, что предпримет подобные действия против подобного поведения в будущем.

## Актёрская карьера

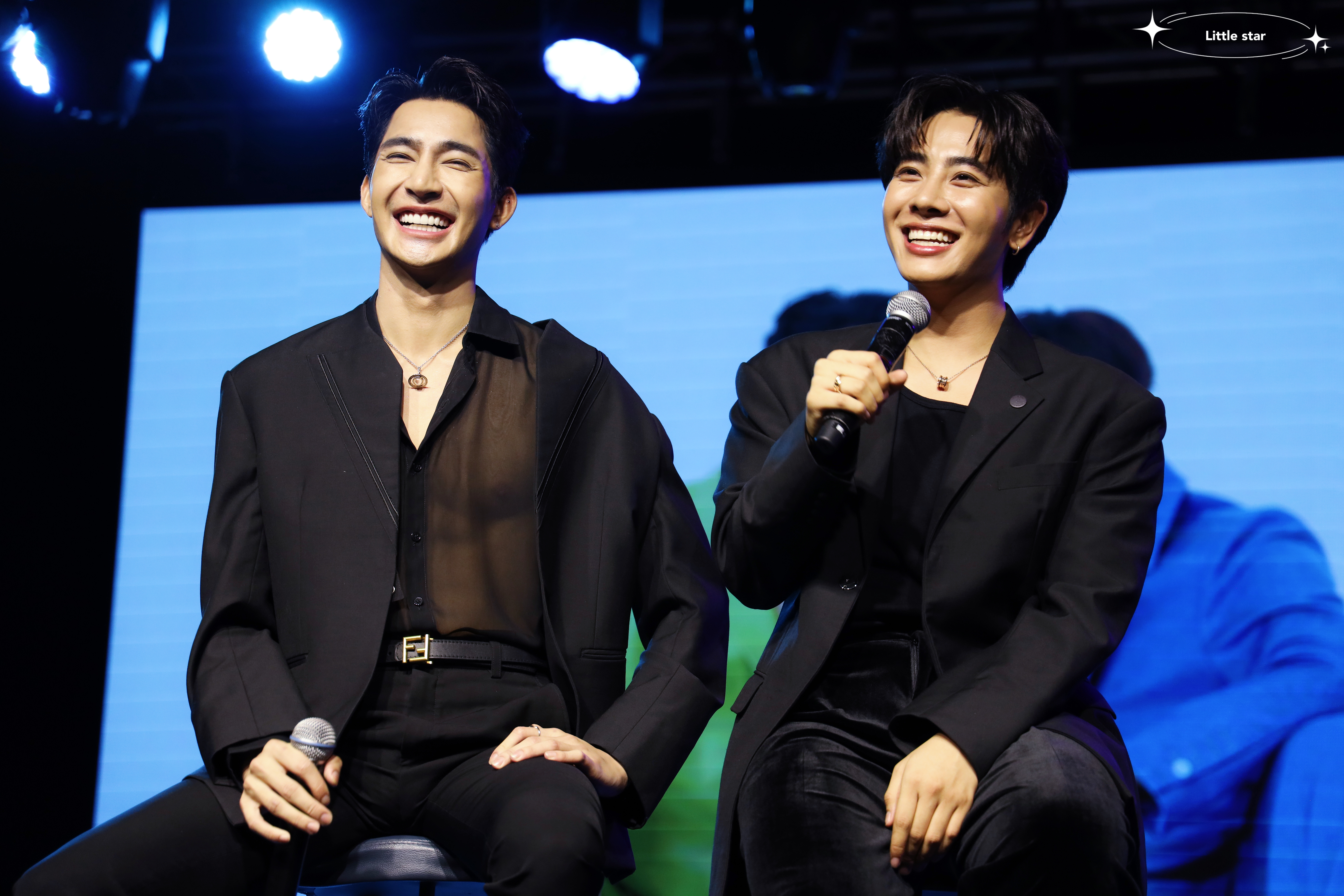
Эрт и Микс в 2023 году

Пирапат — артист телеканала GMMTV. Он снялся в нескольких телешоу и наиболее известен по BL (Boys Love) лакорну «Сказка о тысяче звёзд», где он сыграл главную роль капитана лесной охраны Пхупха в паре с другим актером GMMTV Сахапхапом Вонратом. Химия двух актеров была высоко оценена зрителями, что привело к их совместной работе в нескольких будущих шоу, где они сыграли главные роли. Среди фанатов эти двое известны как «EarthMix». В 2022 году они запустили свое собственное варьете-шоу на YouTube под названием «E.M.S Earth - Mix Space».

## Дискография
| Год  | Название песни                                                                                                   | Лейбл         | Ист.   |
| ---- | --- | ------------- | ------ |
| 2021 | «สายตาโกหกไม่เป็น» (Sai Ta Go Hok Mai Pen) (Eyes Can't Lie)                                                        | GMMTV Records | [ 10 ] |
| 2021 | «นิทานพันดาว (ภูผา Version)» (1000 Stars) [Ni Taan Pun Dao (Phupha Version)]                                        | GMMTV Records | [ 11 ] |
| 2022 | «พิ่งรู้ (Never Knew)» (with Mix Sahaphap)                                                                           | GMMTV Records | [ 12 ] |
| 2023 | «The Moon Represents My Heart» (Оригинл песни Терезы Тенг) (Совместно с Миксом, First, Khaotung, Gemini, Fourth) | GMMTV Records |        |
| 2023 | "ผาเคียงดาว (No Matter What)" (Совместно с Миксом)                                                                | GMMTV Records |        |

## Фильмография

### Телевидение
| Год  | Оригинальное название                        | Роль                   | Примечание          | Ист.   |
| ---- | -------------------------------------------- | ---------------------- | ------------------- | ------ |
| 2016 | ความฝันอันสูงสุด                                 |                        | Приглашённый гость  | [ 13 ] |
| 2017 |                                              | Вай                    | Главная роль        | [ 14 ] |
| 2017 |                                              | Сакат                  | Главная роль        | [ 15 ] |
| 2018 | จูบให้ได้ถ้านายแน่จริง เร็วๆนี้                       | Со                     | Главная роль        | [ 16 ] |
| 2018 | บังเอิญรัก                                      | Тайп                   | Второстепенная роль | [ 17 ] |
| 2019 | ทฤษฎีจีบเธอ                                    | Оун                    | Второстепенная роль | [ 18 ] |
| 2019 | รักหลับกับออฟกัน                                 | Самого себя            | Приглашённый гость  |        |
| 2019 | ชวนเล่น                                       | Самого себя            | Приглашённый гость  |        |
| 2019 |                                              | Самого себя            | Приглашённый гость  |        |
| 2019 | รถโรงเรียน                                    | Самого себя            | Приглашённый гость  |        |
| 2021 | นิทานพันดาว — 1000stars                        | Пхупха Вириянон        | Главная роль        | [ 19 ] |
| 2021 | Safe House บ้านลับ จับ Live                     | Самого себя            | Главная роль        |        |
| 2021 | Hollywood Game Night Thailand Season 5       | Самого себя            | Приглашённый гость  | [ 20 ] |
| 2021 | 55:15 Never Too Late                         | Самого себя            | Приглашённый гость  |        |
| 2021 | เอิร์ท — มิกซ์ ทะยานเข้าสู่โลกปลาร้า                 | Самого себя            | Главная роль        |        |
| 2021 | ครึ่งชีวิต (ทั้งจิตใจ)                              | Ван                    | Главная роль        |        |
| 2022 | แม่มาคุม…หนุ่มบาร์ร้อน                             |                        | Второстепенная роль |        |
| 2022 | พินัยกรรมกามเทพ                                | Тапакон «Кон» Чайфитак | Главная роль        |        |
| 2022 | Safe House บ้านลับ จับ Live 3 : Best Bro Secret | Самого себя            | Приглашённый гость  |        |
| 2023 | พระจันทร์มันไก่                                  | Джим                   | Главная роль        |        |
| 2023 | Our Skyy 2                                   | Пхупха                 | Главная роль        |        |
| 2023 | In My Mind                                   | Крис                   | Главная роль        |        |
| 2024 | Ossan's Love Thailand                        | Хенг                   | Главная роль        | [ 21 ] |

## Награды и номинации
| Год  | Награда                      | Категория                           | Работа                        | Результат | Ref    |
| ---- | ---------------------------- | ----------------------------------- | ----------------------------- | --------- | ------ |
| 2021 | Thailand Master Youth        | Художники, Певцы, Актеры            | Художники, Певцы, Актеры      | Победа    | [ 22 ] |
| 2021 | 7th Maya Awards              | Лучшая пара (с Микс Сахапхап)       | Сказка о тысяче звёзд         | Номинация |        |
| 2021 | 3rd Zoomdara Awards          | Лучшая пара (с Микс Сахапхап)       | Сказка о тысяче звёзд         | Номинация |        |
| 2021 | 1st Siam Series Awards       | Популярный исполнитель главной роли | Сказка о тысяче звёзд         | Победа    |        |
| 2021 | 1st Siam Series Awards       | Лучшая пара (с Микс Сахапхап)       | Сказка о тысяче звёзд         | Номинация |        |
| 2021 | 1st Siam Series Awards       | Лучшая сцена (с Микс Сахапхап)      | Сказка о тысяче звёзд         | Номинация |        |
| 2021 | Howe Awards 2020             | Лучшая пара (с Микс Сахапхап)       | Сказка о тысяче звёзд         | Победа    |        |
| 2022 | Maya Entertain Awards 2022   | Лучшая пара (с Микс Сахапхап)       | Сказка о тысяче звёзд         | Номинация |        |
| 2022 | Kazz Awards 2022             | Лучшая пара (с Микс Сахапхап)       | Сказка о тысяче звёзд         | Номинация |        |
| 2022 | Kazz Awards 2022             | Лучший актёр                        | Сказка о тысяче звёзд         | Номинация |        |
| 2022 | Line Sticker Thailand Awards | Лучшая пара (с Микс Сахапхап)       | Лучшая пара (с Микс Сахапхап) | Победа    |        |